# Elena Liliana Popescu
Elena Liliana Popescu (Turnu Măgurele, 20 luglio 1948) è una poetessa e traduttrice rumena.

## Biografia
Elena Liliana Popescu si è laureata e ha ottenuto un dottorato in Matematica, presso l'Università di Bucarest, dove attualmente insegna. Dopo il 1989, ha iniziato la sua attività nel giornalismo rumeno con saggi di interesse generale, così come con articoli contemporanei su temi sociali e politici.
Elena Liliana Popescu è membro dell'Unione degli Scrittori della Romania, sezione Poesia. La sua attività letteraria si orienta soprattutto verso la poesia e la traduzione della letteratura poetica, filosofica e spirituale del mondo. Ha pubblicato vari libri di poesia e, come traduttrice, ha tradotto dall'inglese, dal francese e dallo spagnolo, e i suoi lavori sono stati pubblicati in libri e riviste, in Romania e all'estero (Algeria, Argentina, Australia, Bangladesh, Bolivia, Brasile, Colombia, Estonia, Germania, India, Italia, Mongolia, Nicaragua, Pakistan, Porto Rico, Spagna, Serbia, Stati Uniti, Taiwan, Turchia)

## Opere

### Poesia
Debutta in poesia nel 1994, con il volume Tie (A Te, Edizioni dell'Università di Bucarest); poi, nel 1997, Tărâmul Dintre Gînduri (Il regno in mezzo ai pensieri, Edizioni dell'Università di Bucarest). Nel 1999 pubblica il libro su suo padre, il poeta e pilota George Ioana, Zborul. Vis şi Destin (Volo. Sogno e destino, Edizioni Hermes); lo stesso anno esce Cânt de Iubire/ Song of Love (Canto d'Amore, Edizioni Herald), versione bilingue rumena-inglese, tradotto da Adrian G. Sahlean. Nel 2000, viene pubblicato Imn Existenţei (Inno all'Esistenza, Edizioni Herald), raccolta di poesie in omaggio al poeta romantico romeno Mihai Eminescu. Entrambi questi libri vengono pubblicati a Bucarest. Nel 2003 esce il libro di poesie Pelerin (Pellegrino, Edizioni Dacia, Cluj). Il libro Canto d'Amore è stato tradotto al serbo-croato dal poeta serbo Draga Mirjanič, e pubblicato in versione bilingue nel 2001 (Cânt de Iubire/ Pesma Liubavi, Edizioni Sabes Srba u Rumuniji, Timişoara). Il libro Canto d'Amore è stato tradotto al cinese, 爱 之 颂, dal poeta Lee Kuei-shien, e pubblicato nel 2006 (Taipei, Taiwan). Il libro Pelerin è stato tradotto in spagnolo da Joaquín Garrigós, e pubblicato in versione bilingue nel 2004 (Peregrino, Edizioni Empireuma, Orihuela, Spagna).  Nel 2005 viene pubblicato Cuan grande es la tristeza, tradotto in spagnolo da Joaquín e Dan Munteanu Colan, selezione ed illustrazioni da Ramón Fernández (Spagna, 2005) e nel 2006,  Un solo canto, tradotto in spagnolo da Joaquín Garrigós e Dan Munteanu Colan (Poeticas, Argentina, 2006). Il libro Inno all'Esistenza è stato tradotto in spagnolo da Joaquín Garrigós e Adrian Mac Liman, e pubblicato nel 2006 (Himno a la Existencia, Edizioni Linajes Editores, Mexico). Nel 2007 pubblica il libro Cât de aproape.../ Lo cerca que estabas... (Edizioni Pelerin) e il libro Unde eşti, Timp? (Tempo, dove sei?, Edizioni Curtea veche). Poeme (Poemi), versione bilingue rumena-urdu, tradotto in urdu da Alla Ditta Raza Choudary è stato pubblicato nel 2008 a Lahore, Pakistan. Nel 2009 vienne pubblicato Peregrino (Pellegrino, Edizioni Expressão Gráfica,  Fortaleza, Ceará, Brasile), tradotto al portoghese da poeta Luciano Maia, il libro Dacă (Se si potesse, Edizioni Pelerin), versione multilingue (in rumeno e traduzioni in 42 diverse lingue), e Cânt de Iubire - Song of Love (Edizioni Pelerin, Bucarest & Edizioni Lumină Lină, New York, 2007), versione bilingue rumena-inglese, tradotto da Adrian G. Sahlean;  Nel 2010, viene pubblicato il volume bilingue di poesia inglese-chinese Song of Love- 爱 之 颂 (Canto d'Amore, Edizioni Showwe, Taipei, Taiwan), versione inglese di Adrian George Sahlean; versione cinese di Lee Kuei-Shien. Nel 2011 pubblica il libro Nicolae Popescu, omul, matematicianul, mentorul (Edizioni dell'Università di Bucarest) e Hymn to the Life (Edizioni Showwe, Taipei, Taiwan), versione cinese di Lee Kuei-Shien. Nel 2012 viene pubblicato il volume bilingue di poesia portoghese-rumena Além do azul - Dincolo de azur (Edizioni Smile, Fortaleza, Ceará, Brasile) in collaborazione con Luciano Maia. Nel 2013 pubblica il libro Cânt de Iubire - Song of Love - Chanson d'Amour,  Edizioni Pelerin, Bucarest & Edizioni Destine Literare, Montreal, Canada, volume trilingue, versione inglese di Adrian G. Sahlean; e il libro Trei Poeme din Europa - Three Poems from Europe, Edizioni Pelerin, Bucarest, volume multilingue (in rumeno e traduzioni in 41 diverse lingue parlate in Europa), volume multilingue dedicato alla memoria di suo marito Nicolae. Nel 2014 viene pubblicato Canto de Amor (Trilce, Salamanca, Spagna), edizione bilingue, traduzione di Joaquín Garrigós e Moisés Castillo, nel 2015, Dacă ai ști - 22 x29 (Pelerin, Bucarest), edizione 29-lingue e Doar tăcerile - Csak a hallgatásokat (Europrint, Oradea), edizione bilingue, in rumeno e ungherese (da Irén P. Tóth). Nel 2016 pubblica Trei Poeme din Europa - Three Poems from Europa (Sud Est Top Production, Bucarest, 2016), multilingue libro audio nelle lingue dell'Unione europea e Cânt de iubire - Canto d'amore (Pellicano, Roma, Italia), traduzione di Stefano Strazzabosco; Dacă (Si se pudiera, Editorial Pelerin, 2017), versión multilingüe (80 idiomas distintos); Clipa aceea (Ed. Eikon, București, 2018); Imn Existenţei - Inno all'Esistenza (Edizioni Rediviva, Milano, Italia, Collana Phoenix, 2018), versión bilingüe en rumano y italiano, al italiano por Antonio Buozzi e Luca Cipolla; 季節 (Stagioni, Ed. Showwe, Taipei, Taiwan, 2019), traduzione di Lee Kuei-shien; Pentru a te găsi - Para encontrarte (Per incontrarti, Ed. Trilce, Salamanca, Spagna, 2019), volume bilingue, rumeno-spagnolo, traduzione di Joaquín Garrigós, illustrazioni di Miguel Elías, prefazione di Alfredo Pérez Alencart; Primăvara acestei clipe (Primavera di questo momento, Ed. Pelerin, illustrazioni di Miguel Elías, 2019), Introduzione di Timotei Prahovean; Postfazione di padre Protoiereu Ion Popescu e Dan Cristian Popescu; Cânt de Iubire - Szerelmes Dal (Canto d;Amore, Ed. eLiteratura, 2020); volume bilingue, traduzione di Irén P. Tóth;  Pelerin - Zarándok  (Pellegrino, Ed. eLiteratura, 2020), volume bilingue, traduzione di Irén P. Tóth

### Traduzioni
Fra le sue traduzioni, si possono citare Introspecţia (Introspezione, dall'inglese, Edizioni Axis Mundi, 1993); Viaţa Impersonală (La vita impersonale, dal libro francese La Vie Impersonale, Edizioni Papirus, Rm. Vâlcea, 1994); Înţeleptul de la Arunachala (Il saggio di Arunachala, Edizioni Herald, 1997), pubblicati a Bucarest; Introspecţia. Poeme (Introspezione, Poemi da Ramana Maharshi, Edizioni dell'Asociaţia Literare ŢIE), dall'inglese. Nel 2002, esce la sua traduzione dallo spagnolo Caosmos. Katharsis nu doar pentru mine (Caosmos. Una catarsis no sólo para mí, da Moisés Castillo Florián, Edizioni Dacia, Cluj). Dopo il 2004, pubblica Poesías (da Theodor Damian, dall'rumeno, Edizioni Lumină Lină, NY, 2005), Frumuseţea Tandreţei (da Lee Kuey-shien, dall'inglese, Edizioni Pelerin, 2007), Viaţa Impersonală (edizione rivista, dall'francese, Edizioni Pelerin, 2007), Harpă de umbră şi lumină (da Lina Zerón, Edizioni Pelerin, 2007), traduzione dallo spagnolo e Gânduri peregrine (da Hugo Gutiérrez Vega, Edizioni Pelerin, 2009, Bucarest), traduzione dallo spagnolo, Visul apei (da Ana Maria Vieira, Edizioni Pelerin, 2012, Bucarest), traduzione dallo spagnolo in collaborazione con Vlad Copil, Ora amurgului (da Lee Kuei-shien, Edizioni Pelerin, 2012, Bucarest), traduzione dall'inglese in collaborazione con Vlad Copil,  Tablou de cenușă - Cuaderno de ceniza (da André Cruchaga, El Salvador, 2013), traduzione dallo spagnolo (con Andrei Langa, Elisabeta Boțan și Alice Valeria Micu), Seva Antipozilor - Savia de las Antípodas (da Alfredo Pérez Alencart e Miguel Elías, Edizioni Pelerin, Bucarest, 2014), traduzione dallo spagnolo; 20 Love Poems to Chile (da Lee Kuei-shien, Six Languages Edition: Chinese-Taiwanese-English-Spanish-Russian-Romanian, Taiwan, 2015), traduzione dall'inglese (con Vlad Copil); Periya Puranam - Din vieţile a 63 de sfinţi shivaiţi (de Sekkizhar, Edizioni Vidia, 2018), traduzione dall'inglese (con Georgeta Thiery; Existență sau Non-existență (Esistenza o inesistenza, di Lee Kuei-shien, Ed. 24: ore, Iaşi, 2019), dall'inglese; Libertăți în diversitate (Libertà nella diversità, di Lee Kuei-shien, Ed. Pelerin, Bucarest, 2019), dall'inglese

### Antologie
Alcuni dei suoi articoli, poesie o traduzioni sono stati pubblicati in antologie (si possono citare: Poemi. Lucian Blaga, Luciano Maia, Elena Liliana Popescu, edizioni Edizioni dell'Università Catolica Argentina, Argentina, 2005; Conjuro de Luces, México, 2006; Agenda poética del año 2008, Messico, Edizioni Linajes e Amarillo, 2007; Şiir her yerdedir, Estambul, Turchia, 2010; El color de la Vida, Salamanca, Spagna, 2012); An Anthology of World's Woman Poetry, traduzione da Lee Kuei-shien; Um extenso continente II - A Ilha, Portogallo, 2014); Flame Tree Are in Blossom (Taiwan, 2015); Lingua di Lago, Sirmio International Poetry festival, Cuaderno 1, 2017); Dhaka Anthology of World Poetry (Edizioni Adorn, Dhaka, Bangladesh, 2018), antología de poesia in inglese (pubblicata da Aminhur Rahman e Bilkis Mansour), Pieta, Eine Auswahl rumänischer Lyrik, Dionysos, Boppard, 2018; Poetry from Balkans (by The Balkan Writers and Fahredin B. Shehu; Williams S. Peters Sr., Inner child Press, USA, 2018); București, dincolo de timp (Antologia lírica, Ed. Neuma, Cluj-Napoca, 2018); Dhaka Anthology of World Poetry (Edizioni Adorn, Dhaka, Bangladesh, 2019), a cura di Aminhur Rahman și Bilkis Mansour; Poetry feeling in Sea and Land (Poetical Anthology, edited by Tamsui Culture Fundation, 2019, Taiwán, 2019; 淡水福爾摩莎國際詩歌節/ Formosa International Poetry Festival in Tamsui), selezione, traduzione, edizione di Lee Kuei-shien; Llama  de Amor Viva (Antologia en homenaje a San Juan de la Cruz, XXII Encuentro de Poetas iberoamericanos, a cura della Fundación Salamanca Ciudad de cultura y saberes,  selezione, note di Alfredo Pérez Alencart; Second Anthology Of World Gogyoshi (2019), a cura di Taro Aizo e Milatri Mahajan;  Dan Slușanschi –ritratto di classicista (Dan Slușanschi, retrato de clasicista Ed. Ratio et Revelatio, 2019), volumen coordinado por Ana-Maria Răducan y Florin-George Călian.

### Riviste letterarie
Le sue poesie sono state pubblicate in riviste stampate e in internet, tanto in Romania quanto all'estero:   Algeria, Argentina, Brasile, Canada, Cile, Colombia, Cuba, El Salvador, Estonia, Germania, Messico, India, Italia, Nicaragua, Pakistan, Serbia, Spagna, Stati Uniti, Taiwan e Uruguay:
- Galaktika Poetike "ATUNIS" (Albania)
- "Djelfa" (Algeria);
- "Revista de la Universidad Católica Argentina", "La Bodega del diablo", "Ápices", La Bodega del diablo", "Poéticas", "Realidades y ficciones" (Argentina);
- "Azuria" (Australia);
- "Literarte" (Brasile);
- "Página Siete", "La Palabra" (Bolivia);
- "The Ambassador", "Atheneum", "Observatorul", "Azularte", "Destine Literare"  (Canada);
- "Trilce", "Aňaňuca", "Cinosargo", "Koyawe" (Cile);
- "Arquitrave", "La Urraka" (Colombia);
- "La Jiribilla", "Calle B" (Cuba);
- "Akadeemia" (Estonia);
- "Observator München", "Agero Stuttgart", Alternante" (Germania);
- "Muse India", "Achena Yatri"  (India);
- "Isla Negra", "Margutte"   (Italia);
- "Alforja", "Casa del Tiempo", "La Jornada Semanal", "Universo de El Búho", "La Otra", "El Subterráneo" (Messico);
- "World Poetry Almanac" (Mongolia);
- "Anide", "El nuevo Diario: Nuevo Amanecer Cultural" (Nicaragua);
- "Autama" (Porto Rico);
- "Cintilações" (Portugal);
- "Timpul" (Repubblica Moldava);
- "Academica", "Convorbiri literare", "Cronica", "Poezia", "Nord Literar", "Contemporanul", "Familia", "Hyperion", "Oglinda Literară", "Viața medicală", "Prosaeculum", "Cetatea literara", "Meandre", "Literra", "Sud", "Orient Latin", "Argos", "Revista nouă", "Singur", "Arcade", "Cuib" (Romania);
- "Knijevni Jivot", "Naša Reč", "Oglinda", "Tibiscus" (Serbia);
- "Azahar", "Como el rayo", "Cuadernos del Ateneo de la Laguna", "Empireuma", "Enfocarte", "La Vega es", "2C - La opinión de Tenerife", "La Columna", "Perito", "Portada", "República de las Letras", "Rumano en el mundo", "Letras rumanas", "Ágora-Papeles de Arte Gramático", "El Adelanto", "Crear en Salamanca", "Suplemento de Realidades y Ficciones" (Spagna);
- "Chrysalis", "Lumina Lină - Gracious Light", "Alcándara", “Syndic Journal”, "Alcándara"  (Stati Uniti);
- Taiwan Daily, "Poetry", "Epoch" (Taiwan);
- "Hayal", "Yasakmeyve" (Turchia)
- "Arkad", "Magyarul Bábelben" (Ungheria);
- "Letras-Uruguay" (Uruguay).

## Premi letterari
Ha ottenuto i seguenti premi letterari: Diploma e menzione onorifica al Festival Internazionale di Poesia della Uzdin (Serbia), 1997; il Primo Premio al Festival di Poesia “Novalis”, a Monaco, Germania, nel 1998; Diploma e menzione onorifica al X Concorso di Poesia "Leonardo Cercós", Palma de Mallorca, Spagna, 2007).